# Delastowice
Delastowice (przed 2013 r. Dalestowice)  – wieś w Polsce, położona w województwie małopolskim, w powiecie dąbrowskim, w gminie Szczucin.
W latach 1954–1960 wieś należała i była siedzibą władz gromady Delastowice, po jej zniesieniu w gromadzie Szczucin. W latach 1975–1998 miejscowość administracyjnie należała do województwa tarnowskiego.
| SIMC    | Nazwa      | Rodzaj    |
| ------- | ---------- | --------- |
| 0830606 | Podlesie   | część wsi |
| 0830612 | Podlubasie | część wsi |

W miejscowości jest przystanek kolejowy Delastowice.